# Ping-Pong (компьютерный вирус)
Ping-Pong (также известен как Boot, Bouncing Ball, Bouncing Dot, Italian, Italian-A или VeraCruz) — загрузочный вирус, впервые обнаруженный в марте 1988 года. Вирус не был создан для причинения серьёзного ущерба, будь то потеря информации или отказ в работе системы. Первая версия вируса заражала только дискеты, более поздние варианты научились заражать загрузочные секторы жёстких дисков. Вирус устанавливается в первый доступный кластер. Первая его версия уже «вымерла», уже следующая является распространённой на MS-DOS.
При активации Ping-Pong на экране может появиться прыгающий мячик, сделанный из символа маркера списка. Чтобы отключить это состояние необходима перезагрузка системы. Помимо этого вирус больше ничего не делает.

## Варианты вируса
- Вариант Ping-Pong-B был обнаружен в мае 1988 года и умел заражать загрузочные секторы жёстких дисков.
- Ping-Pong-C был обнаружен в июне 1990 года в Аргентине[1]. Не выводил прыгающий мяч на экран.
- Вариант Ping-Pong Typo появился в Израиле. Вместо выводимого на экран прыгающего мяча вирус вносил опечатки в текст, выводимый на принтере[3].